# Novembre 1901

## Événements
- 4 novembre:
  - théâtre: création au Théâtre de la renaissance, à Paris, d'une fable de Georges Clemenceau, "Le Voile du Bonheur", mise en musique par Gabriel Fauré.
  - Allemagne: fondation à Berlin du mouvement de jeunesse Wandervögel ("Oiseaux de passage").

- 12 novembre : les Îles Britanniques sont frappées par une violente tempête qui tue près de 200 personnes.

- 18 novembre (Panama) : le Royaume-Uni et les États-Unis signent un accord (traité Hay-Pauncefote) sur le percement du canal de Panama.
- 20 novembre:
  - Empire ottoman:  Résistance des Arméniens en Turquie : début de l'affaire du monastère d’Arakelotz, menée par Andranik, qui résiste avec une soixantaine de partisans pendant 19 jours face à 1200 soldats turcs avant de parvenir à fuir à la faveur de la nuit.
  - opéra: création à Paris de "Grisélidis" de Jules Massenet.
- 21 novembre, opéra: première à Dresde de "Feuersnot" de Richard Strauss.
- 24 novembre, France: jubilé à Paris du célèbre chimiste Marcellin Berthelot.

- 25 novembre, musique : création de la Symphonie nº 4 de Mahler.
- 30 novembre, France: première représentation à Paris du cirque américain Barnum and Bailey (jusqu'au 23 mars 1902).

## Naissances
- 2 novembre : Joseph Van Dam, coureur cycliste belge († 31 mai 1986).
- 3 novembre :
  - Léopold III de Belgique, roi des Belges († 25 septembre 1983).
  - André Malraux, écrivain français († 23 novembre 1976).
- 8 novembre : Georgette Dupouy, artiste peintre française († 13 avril 1992).
- 17 novembre : 
  - Walter Hallstein, juriste, diplomate et homme politique allemand († 29 mars 1982).
  - Lee Strasberg, acteur américain et fondateur de l'Actors Studio († 17 février 1982).
- 18 novembre : George Gallup, journaliste et statisticien américain († 26 juillet 1984).
- 23 novembre : Harry-Max, acteur français († 13 mars 1979).
- 26 novembre : George Grard, sculpteur belge († 26 septembre 1984).

## Décès
- 9 novembre: Léonce Alischan, prêtre, poète et historien arménien (° 6 juillet 1820).